# Енфілд (Нью-Йорк)
Енфілд (англ. Enfield) — місто (англ. town) в США, в окрузі Томпкінс штату Нью-Йорк. Населення — 3362 особи (2020).

## Демографія
Згідно з переписом 2010 року, у місті мешкало 3512 осіб у 1445 домогосподарствах у складі 915 родин. Було 1567 помешкань
Расовий склад населення:
| - 93,4 % — білих - 2,0 % — чорних або афроамериканців - 0,4 % — корінних американців - 0,4 % — азіатів |

До двох чи більше рас належало 3,5 %. Частка іспаномовних становила 2,3 % від усіх жителів.
За віковим діапазоном населення розподілялося таким чином: 23,2 % — особи молодші 18 років, 64,5 % — особи у віці 18—64 років, 12,3 % — особи у віці 65 років та старші. Медіана віку мешканця становила 41,2 року. На 100 осіб жіночої статі у місті припадало 95,2 чоловіків;  на 100 жінок у віці від 18 років та старших — 92,0 чоловіків також старших 18 років.
Середній дохід на одне домашнє господарство  становив 73 148 доларів США (медіана — 54 811), а середній дохід на одну сім'ю — 82 857 доларів (медіана — 66 979). Медіана доходів становила 35 000 доларів для чоловіків та 35 000 доларів для жінок. За межею бідності перебувало 6,8 % осіб, у тому числі 6,5 % дітей у віці до 18 років та 3,5 % осіб у віці 65 років та старших.
Цивільне працевлаштоване населення становило 1947 осіб. Основні галузі зайнятості: освіта, охорона здоров'я та соціальна допомога — 40,5 %, роздрібна торгівля — 11,9 %, мистецтво, розваги та відпочинок — 9,0 %, виробництво — 7,4 %.